# نقاب آنالیا
نقاب آنالیا (به اسپانیایی: El Rostro de Analía) (به انگلیسی: The Mask of Analia) سریال ساخت کشور آمریکا (ساخت سال ۲۰۰۹ میلادی) است.

## خلاصه داستان
داستان در شهر لس‌آنجلس شروع می‌شود. داستان مربوط به ماریانا، زنی است که متوجه خیانت همسرش می‌شود، در سوی دیگر دختری که مأمور مخفی پلیس است به نام آنالیا که با سردسته اشرار، ریکی مونتانا همکاری می‌کند تا در فرصتی مناسب مدارکی کافی برای دستگیری سران جنایتکار بدست بیاورد، از طرف ریکی مونتانا مأمور می‌شود تا ماریانا، همسر دانیل مونتیل را به قتل برساند. ریکی مونتانا خود روابط نزدیکی با سارا، دختری که دانیل با او به ماریانا خیانت کرده، دارد و برای خواست او این کار را به آنالیا (آنالوسیا) می‌سپارد. آنالیا برای کسب اعتماد ریکی مونتانا قبول می‌کند که این کار را انجام دهد. ماریانا پس از خوردن مشروب زیاد و بحث با دانیل مهمانی سالگرد ازدواجش را ترک می‌کند و سوار ماشین دانیل (که ترمزش مشکل داشت) می‌شود. در راه آنالیا با اسلحه ای مارینا را مجبور به توقف می‌کند و سوار ماشینش می‌شود و به او می‌گوید که سریع حرکت کند، چون افرادی قصد کشتن او را دارند. پس از مدتی آنالیا به ماریانا می‌گوید که سرعتش را کم کند چون دیگر کسی آنها را تعقیب نمی‌کند. ماریانا که از همه چیز ناامید شده بود قصد خودکشی داشت و کنترل ماشین را از دست داد و هردو از دره به پایین پرت شدند و ماشین آتش گرفت. پروفسور آرماندو ریورا و دستیارش روبرتو در راه برگشت به خانه، ماشین آتش گرفته را دیدند و از ماشین بیرون آمدند و بدن نیمه سوخته زنی را پیدا می‌کنند و این بدن نیمه سوخته را به خانه خود می‌برند. پروفسور آرماندو ریورا در زمینه ژنتیک و سلولهای بنیادی به صورت غیرقانونی کار می‌کند. آن‌ها برای شناسایی بیمارشان که تمام پوست بدنش سوخته است به عکسی اعتماد می‌کنند که در کیف کنارش پیدا کرده‌اند. این عکس، عکس آنالیا است. در بیرون از خانه دکتر، هیچ‌کس از اینکه نفر دیگری همراه ماریانا در آن ماشین بوده اطلاعی ندارد، فقط ریکی مونتانا خبر دارد که به رسانه‌ها نمی‌گوید.
از این واقعه چهار سال می‌گذرد. در این مدت اتفاقات زیادی افتاده است. دانیل دیگر رابطه‌ای با سارا ندارد. دکتر آرماندو تمام پوست بیمارش را ترمیم و بازسازی کرده است و به گفتهٔ خودش زنی جدید خلق کرده است و در ادامه وابستگی عاطفی نیز به او پیدا می‌کند. او از روی عکس آنالیا پوست را بازسازی کرده، در حالی که در واقع این دختر همان ماریاناست و این کار در یادآوری خاطراتش (وی حافظه‌اش را ازدست داده) مشکلات زیادی به وجود می‌آورد. همه از گذشته آنالیا با او صحبت می‌کنند با این که او لحظاتی از زندگی ماریانا را به یاد می‌آورد. او ماریاناست با نقاب آنالیا و نام این سریال نیز از اینجا گرفته شده است.
در عین حال به صورتی اتفاقی با همسر و دختر واقعی خود، دانیل و آدری (آدریانا) برخورد می‌کند. در ساحل نشسته و به صورتی غیرارادی به طرف آدریانا که در حال غرق شدن است می‌رود و سپس با کمک دانیل، آدریانا را از آب بیرون می‌کشند و این سر آغاز آشنایی با دانیل است. هر دو از واقعیت خبر ندارند، اما به همدیگر وابستگی زیادی پیدا می‌کنند. در ادامه همه متوجه صدای ماریانا و آنالیا (جدید) می‌شوند. آرماندو در ادامه تحقیقات زیزمینی خود، متوجه می‌شود که وی آنالیا نیست و در واقع ماریاناست.
ایزابل که دوست صمیمی ماریانا بوده و متوجه می‌شود که صدای ماریانا با آنا یکی است. ایزابل که مادر خوانده آدریاناست به پیش آرماندو می‌رود و آرماندو واقعیت را به او می‌گوید. آنا و دانیل تصمیم می‌گیرند با هم ازدواج کنند، در این بین سارا متوجه می‌شود که آنالیا قاتل ماریاناست و عروسی آن‌ها را به هم می‌زند
بعد معلوم می‌شود که آنالیای واقعی نمرده و زنده است و دکتر او رو مخفیانه نگه داشته است با بازگشت آنالیای واقعی همه متوجه می‌شوند که ماریانا هم نمرده بلکه با صورت آنالیا بازگشته است. آنالیا و ماریانا با همکاری هم مونتانا را در حین انجام جرم گیر میندازند و مونتانا به زندان می‌رود. وکیل مونتانا فتسو نیز علیه او شهادت می‌دهد و دستیار او چینو نیز واقعیت را در دادگاه می‌گوید مونتانا محکوم می‌شود. بعدها کم‌کم مادر و پدر مارینا متوجهٔ موضوع می‌شوند و کارمن، آدریانا (دختر دانیل) را می‌دزد ، ولی او را به تیمارستان می‌برند.
کارمن در تیمارستان می‌میرد و ریکی مونتانا که سعی داشت از زندان فرار کند معلول می‌شود و تا آخر عمر روی ویلچر در زندان می‌ماند. سارا هم که از همه جا ناامید شده است خود را از دره به پایین پرت می‌کند و می‌میرد.
ماریانا و دانیل دوباره با هم ازدواج می‌کنند.
یک ماه بعد ایزابل و موریسیو (برادر بزرگتر دانیل) با هم ازدواج می‌کنند و آنالیا تصمیم می‌گیرد صورت اصلی ماریانا را داشته باشد که این کار توسط روبرتو (دستیار پروفسور آرماندو) انجام می‌شود و ماریانا متوجه می‌شود که حامله است.
این سریال از سوی کانال فارسی ۱ پخش می‌شد و سانسورهای زیادی (از جمله صحنه‌های بوسیدن آنا و دانیل) در آن صورت گرفته بود.

## پخش جهانی
- پخش از ۲۰ اوت ۲۰۰۹ در مجارستان از شبکه Cool TV
- پخش از ۵ ژوئن ۲۰۰۹ در صربستان از شبکه RTV Pink
- پخش از ۲ فوریه ۲۰۰۹ در بلغارستان از شبکهbTV
- پخش از ۱۸ اوت ۲۰۰۹ در اسرائیل از شبکه viva
- پخش از ۳۱ اوت ۲۰۰۹ در لهستان از شبکهTV Puls
- پخش از ۱۲ آوریل ۲۰۱۰ در رومانی از شبکه Acasa TV
- پخش از ۱۷ فوریه ۲۰۱۰ در کرواسی از شبکه RTL Televizija
- پخش از ۲۰۱۰ در ویتنام از شبکهVBC
- پخش از ۲ اکتبر ۲۰۱۰ در ایران از شبکه فارسی 1 Farsi۱
- پخش از سپتامبر ۲۰۱۱ در ترکیه Planet Pembe
- پخش از ۱۶ ژوئن ۲۰۱۲ در اسپانیا از شبکه Nova

## پخش در ایران
این سریال از ۲ اکتبر ۲۰۱۰ از شبکه (فارسی 1) Farsi1 به صورت دوبله در ۱۷۶ قسمت ۴۲ دقیقه ای پخش شد. 